# Виљареал
Виљареал (шп. Villarreal) град је у Шпанији у аутономној заједници Валенсија у покрајини Кастељон. Према процени из 2008. у граду је живело 50.626 становника.

## Становништво
Према процени, у граду је 2008. живело 50.626 становника.
| 1991.  | 2001.  |
| ------ | ------ |
| 37.927 | 42.442 |